# Witold-K
Witold Leszek Kaczanowski alias Witold-K (Varsovia, 15 de mayo de 1932-12 de marzo de 2025) fue un pintor y escultor polaco. Vivió en Estados Unidos.

## Biografía
Su padre Feliks Kaczanowski era psiquiatra y estudió en la Academia de Bellas Artes de Varsovia con Eugeniusz Arct, Henryk Tomaszewski y Wojciech Fangor.
En los años 1960 estudió en París y Nueva York.